# Małłek
Małłek – polskie nazwisko, w Polsce nosi je ok. 50 osób.
Osoby o nazwisku Małłek:
- Antoni Małłek (ur. 5 maja 1851 w Ogorzelinach, zm. 4 lutego 1917 w Chicago) – kompozytor, organista, nauczyciel muzyki, działacz polonijny, pełnił funkcję Sekretarza Generalnego Związku Narodowego Polskiego.
- Janusz Małłek (ur. 24 maja 1937 w Działdowie) – polski historyk.
- Karol Małłek (ur. 18 marca 1898 w Brodowie, zm. 28 sierpnia 1969 w Krutyni) – działacz mazurski, pisarz, folklorysta, publicysta i nauczyciel.